# Тркуље
Тркуље (лат. Orthonychidae) су моногенерична породица птица певачица, која укључује 3 ендемске врсте Аустралије и Нове Гвинеје. Према неким ауторима врсте породице Cinclosomatidae би требале бити прикључене овој породици.
Тркуље су лоши летачи. Месождери су, а главни плен су им инсекти и њихове ларве. Највећа врста, чаучила, се храни и мањим гуштерима. Свој плен проналазе копајући тло, при чему им реп служи као ослонац.

## Таксономија
Фосилни запис није од велике помоћи при утврђивању породичних веза са другим породицама птица певачица. Науци су познате три праисторијске врсте. Веома велика врста Orthonyx hypsilophus и неописана врста (нешто мања од аустралијске тркуље) откривена у Пирамидс Кејв (енгл. Pyramids Cave), су највероватније живеле у касном Плеистоцену. Врста Orthonyx kaldowinyeri потиче из средњег или касног Миоцена и то је најстарија и најмања врста до данас позната.

### Класификација
Породица садржи 1 род и 3 врсте:
- Род Orthonyx:
  - папуанска тркуља (Orthonyx novaeguineae);
  - аустралијска тркуља (Orthonyx temminckii);
  - чаучила (Orthonyx spaldingii).

Аустралијска тркуља (Orthonyx temminckii) насељава Нови Јужни Велс и југоисточни Квинсленд. Крила су јој пругаста, а брада, грло и груди мужјака су беле боје, док су код женке светлоцрвенкасто-наранџасте.
Папуанска тркуља (Orthonyx novaeguineae) насељава Нову Гвинеју.
Чаучила (Orthonyx spaldingii) насељава североисточни Квинсленд и много је веће од друге две врсте. Перје јој је црне боје, сем грла, које је код мужјака бело, а код женке наранџасто-риђе.